# Lucilia luteicornis
Lucilia luteicornis är en tvåvingeart som först beskrevs av Jaennicke 1867.  Lucilia luteicornis ingår i släktet Lucilia och familjen spyflugor.
Artens utbredningsområde är Venezuela. Inga underarter finns listade i Catalogue of Life.